# 踢球者
踢球者（kicker Sportmagazin）是德國的一份體育雜誌，以足球報道內容為主。踢球者於1920年創刊，創刊人是Walther Bensemann。踢球者雜誌每周出刊兩期，分別是在周一及周四出刊。周一版的平均銷量約為240,000 份，周四版的平均發行量約為220,000 份（2005年）。 
踢球者雜誌每年都會出版一份年鑒，名稱是kicker Almanach。首次出版於1937 年到1942年期間。隨後自1959年起每年均有出版。
踢球者雜誌曾經出版過中文版，但目前已經停刊。

## 外部連結
- 踢球者官方网站 （页面存档备份，存于）